# Arnold Harrison
Arnold Harrison (født 20. september 1982) er en professionel amerikansk fodbold-spiller fra USA, der spiller for det professionelle United Football League-hold Virginia Destroyers. Han spiller positionen linebacker. Han har tidligere spillet fem år i NFL for først Pittsburgh Steelers og senere Cleveland Browns.